# Angela Saini
Pour les articles homonymes, voir Saini.
Angela Saini (née à Londres en 1980) est une journaliste scientifique britannique, animatrice et auteure de livres, dont le troisième, Superior: The Return of Race Science, a été publié en 2019. Son travail a été publié dans Science, Wired, The Guardian Weekly, The New Humanist (en) et New Scientist . Elle est également présentatrice à la radio BBC,.

## Éducation
Elle est titulaire de deux maîtrises – en ingénierie de l'Université d'Oxford et en sciences et sécurité du Département des études de guerre du King's College de Londres,. Elle était étudiante au Keble College, à Oxford.

## Carrière
Saini a travaillé comme reporter à la BBC et est partie en 2008 pour devenir écrivain indépendante. En 2008, Saini a remporté un Prix CIRCOM pour son enquête sur les fausses universités, en se concentrant sur l'Université internationale d'Isles (en),. Elle a été nommée jeune écrivain scientifique européen de l'année en 2009,.
Le premier livre de Saini, Geek Nation: How Indian Science is Taking Over the World, a été publié en 2011.
En 2012, elle a remporté le prix 2012 du meilleur article d'actualité de l'Association of British Science Writers (en). Elle a été Knight Science Journalism Fellow (en) au Massachusetts Institute of Technology entre 2012 et 2013. En 2015, elle a remporté le prix d'or de l'Association américaine pour l'avancement des sciences (AAAS).

Son deuxième livre, Inferior: How Science Got Women Wrong and the New Research That's Rewriting the Story, a été publié en 2017. Le magazine de l'Institute of Physics, Physics World (en), a nommé Inferior comme livre de l'année 2017. Saini a déclaré à Physics World que son objectif était de s'attaquer aux informations contradictoires sur les études de genre présentées dans les médias et dans les revues savantes.
« Vraiment, je voulais juste aller au cœur de cette énigme… que dit la science sur les hommes et les femmes et quelle est la véritable étendue des différences sexuelles entre nous ? »
En août 2017, une note interne écrite par un employé de Google sur les politiques de diversité de l'entreprise ( Google's Ideological Echo Chamber ) a attiré l'attention du public. Saini a critiqué le mémo, le qualifiant de « [non] seulement de la paresse intellectuelle ; [mais] des préjugés se faisant passer pour des faits »,.
Son troisième livre, Superior: The Return of Race Science, a été publié en mai 2019. Il a été nommé parmi les 10 meilleurs livres de 2019 par le magazine scientifique Nature. « Les gens veulent croire qu'ils sont nés dans un groupe spécial. La supériorité du groupe les attire vraiment », dit Saini. De plus, « très souvent, ce ne sont pas des personnes remarquables à part entière, et ils ont besoin de croire quelque chose sur eux-mêmes qui les fait se sentir mieux dans leur peau ».

### Apparitions à la télévision
- Saini est apparue dans la série University Challenge de Noël 2018/19 représentant le King's College de Londres, aux côtés d'Anita Anand (capitaine), de Zoe Laughlin (en) et d'Anne Dudley[20].
- Saini a présenté le documentaire de BBC Four Eugenics: Science's Greatest Scandal, avec le militant des droits des personnes handicapées et acteur Adam Pearson[21].

### Livres
- Angela Saini, Geek Nation: How Indian Science is Taking Over the World, Hodder & Stoughton - Hodder Paperbacks, 2011 (ISBN 978-1444710168, lire en ligne)
- Angela Saini, Inferior: How Science Got Women Wrong and the New Research That's Rewriting the Story, HarperCollins UK - 4th Estate, 2017 (ISBN 978-0008172039)
- Angela Saini, Superior: The Return of Race Science, Beacon Press, 2019 (ISBN 978-0008341008)